# Sveti Liberan
 Ovo je glavno značenje pojma Sveti Liberan. Za druga značenja pogledajte Sveti Nikola (razdvojba).
Sveti Liberan (još i sveti Liborije) (Galija, oko 320. - Le Mans, 397.), biskup i svetac.

## Životopis
O njegovu se životu malo zna. Bio je biskup Le Mansa, a poznato je da je izgradio mnoge crkve. Prema predaji zaredio je 217 svećenika i 186 đakona. Bio je suvremenik i prijatelj svetog Martina koji mu je podijelio sakramente umirućih i vodio njegov sprovod. Pokopan je u bazilici u Le Mansu. Relikvije su prenesene u Paderborn. Sveti Liberan je postao zaštitnik toga grada, njegove katedrale i biskupije.

## Štovanje
Prikazuje ga se kao biskupa (s mitrom i biskupskim štapom) s kamenčićima koji simboliziraju pomoć pri bubrežnim bolestima. Osim u rodnoj zemlji, sv. Liberan se štuje u Njemačkoj, Italiji, južnoj Hrvatskoj (posebno u neretvanskom kraju). Zazivaju ga kod vrućice, vodenih bolesti, kolika, mokraćnog pijeska, žučnih i bubrežnih kamenaca.